# Targa Florio 1934

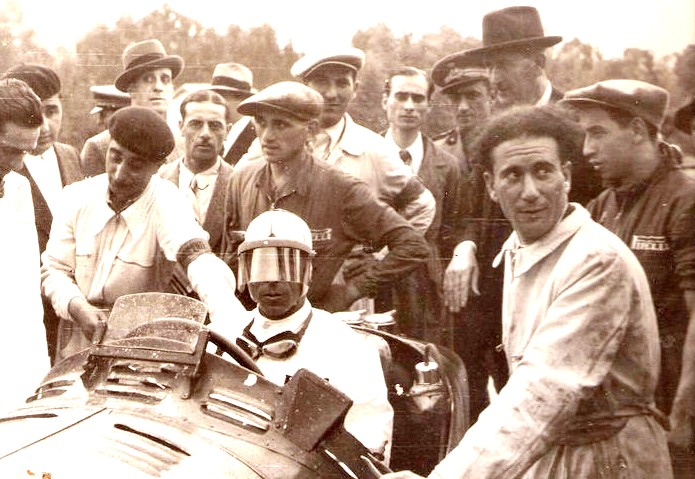
Pietro Ghersi führte im Alfa Romeo Tipo B/P3 die ersten zwei Runden, ehe er nach einem Unfall zurückfiel

Die 25. Targa Florio, auch XXV Targa Florio, war ein Straßenrennen auf Sizilien und fand am 20. Mai 1934 statt.

## Das Rennen

### Teams, Hersteller und Fahrer
Die Targa Florio 1934 war aus mehreren Gründen nur mehr ein Schatten der einst so bedeutenden Rennveranstaltung. Vor allem die Entmachtung des Targa-Florio-Gründers Vincenzo Florio hatte schwerwiegende Folgen, denn der 1883 in Palermo geborene Unternehmer und Lebemann war das Herzstück des Rennens. Florio scheute keinen Konflikt mit den örtlichen Behörden und hatte beste Kontakte zu den Eigentümern und Geschäftsführern der europäischen Automobilhersteller. Diese persönlichen Verbindungen, die nun völlig wegfielen, sorgten nicht selten für konkurrenzfähige Starterfelder. Auch der internationale Motorsport hatte sich gewandelt. Mit der 1931 eingeführten Grand-Prix-Europameisterschaft gab es erstmals seit vielen Jahren wieder eine internationale Monoposto-Meisterschaft und das 24-Stunden-Rennen von Le Mans hatte sich längst als wichtigstes Sportwagenrennen etabliert. Die einst als innovativ gefeierte gemeinsame Teilnahme von Monopostos und Sportwagen bei der Targa war dadurch vorbei. In Italien hatte die auch für Amateurrennfahrer offene Mille Miglia der Targa Florio längst den Rang abgelaufen und das Rennen nicht nur geographisch an den Rand Europas gedrängt. Damit ging auch das Prestige als wichtiges Straßenrennen verloren. 
1934 fand die Targa Florio am selben Wochenende statt wie der Große Preis von Marokko, weshalb die Scuderia Ferrari das Rennteam teilen musste. Während Marcel Lehoux, Gianfranco Comotti und Louis Chiron in Casablanca fuhren, bestritten Ferdinando Barbieri, Pietro Ghersi, Guglielmo Carraroli und Achille Varzi die Targa Florio. Varzi und Ghersi steuerten das Tipo-B-Monoposto-Modell mit 2,9- bzw. 2,6-Liter-Achtzylindermotor mit Roots-Kompressor. Für Barbieri und Carraroli gab es je einen Alfa Romeo Monza. Neben sechs weiteren, privat gemeldeten, Alfa Romeo waren nur noch ein Bugatti Type 51, mit dem Giovanni Alloatti in der ersten Runde tödlich verunglückte, und ein Maserati 26M am Start.

### Der Rennverlauf
Das Wetter am Renntag war schlecht. Starker Regen hatte einige Teile des Piccolo circuito delle Madonie in eine Schlammbahn verwandelt, auch Asphaltstellen standen unter Wasser. Das Startintervall wurde auf zwei Minuten verkürzt, wobei die Rennleitung die Fahrzeuge nicht in der Reihenfolge der Startnummern, sondern wahllos auf die Strecke schickte. Auch die Renndistanz reduzierte die Rennleitung von sieben auf sechs Runden. 
Ende der zweiten Runde führte Pietro Ghersi nach einer Fahrzeit von 1:59:02,800 Stunden 20 Sekunden vor seinem Teamkollegen Varzi. In der dritten Runde verunfallte er in der Nähe von Campofelice di Fitalia und beschädigte dabei die Lenkung. Bei der folgenden Reparatur verlor er viel Zeit und kam am Ende als Sechster ins Ziel. Damit war der Weg zum zweiten Targa-Florio-Erfolg von Achille Varzi frei, der das Rennen mit dem Vorsprung von 13 Minuten auf Barbieri gewann.

## Ergebnisse

### Schlussklassement
| 1           | Categoria Corsa senza Limiti | 10 | Scuderia Ferrari            | Achille Varzi       | Alfa Romeo Tipo B/P3  | 6:14:26,800 |
| 2           | Categoria Corsa senza Limiti | 2  | Scuderia Ferrari            | Ferdinando Barbieri | Alfa Romeo Monza      | 6:27:14,200 |
| 3           | Categoria Corsa senza Limiti | 22 | Costantino Magistri         | Costantino Magistri | Alfa Romeo 6C 1750 GS | 6:40:02,600 |
| 4           | Categoria Corsa senza Limiti | 12 | Renato Balestrero           | Renato Balestrero   | Alfa Romeo Monza      | 6:45:43,000 |
| 5           | Categoria Corsa senza Limiti | 18 | Luigi Pages                 | Luigi Pages         | Alfa Romeo Monza      | 6:49:28,800 |
| 6           | Categoria Corsa senza Limiti | 6  | Scuderia Ferrari            | Pietro Ghersi       | Alfa Romeo Tipo B/P3  | 6:49:32,000 |
| 7           | Categoria Corsa senza Limiti | 28 | Giuseppe Cortese            | Giuseppe Cortese    | Alfa Romeo 6C 1750    | 6:54:01,200 |
| Ausgefallen |                              |    |                             |                     |                       |             |
| 8           | Categoria Corsa senza Limiti | 14 | Gianni Battaglia            | Gianni Battaglia    | Alfa Romeo Monza      |             |
| 9           | Categoria Corsa senza Limiti | 8  | Scuderia Ferrari            | Guglielmo Carraroli | Alfa Romeo Monza      |             |
| 10          | Categoria Corsa senza Limiti | 30 | Gruppo Genovese San Giorgio | Attilio Battilana   | Alfa Romeo Monza      |             |
| 11          | Categoria Corsa senza Limiti | 24 | Antonio d’Agata             | Antonio d’Agata     | Maserati 26M          |             |
| 12          | Categoria Corsa senza Limiti | 4  | Giovanni Alloatti           | Giovanni Alloatti   | Bugatti T51           |             |

### Nur in der Meldeliste
Hier finden sich Teams, Fahrer und Fahrzeuge, die ursprünglich für das Rennen gemeldet waren, aber nicht daran teilnahmen.
| Pos. | Klasse                       | Nr. | Team              | Fahrer           | Chassis            |
| ---- | ---------------------------- | --- | ----------------- | ---------------- | ------------------ |
| 13   | Categoria Corsa senza Limiti | 16  | Lelio Pellegrini  | Lelio Pellegrini | Alfa Romeo Monza   |
| 14   | Categoria Corsa senza Limiti | 20  | Lo Baldo          | Lo Baldo         | Bugatti T51        |
| 15   | Categoria Corsa senza Limiti | 26  | Scuderia Beccaria | Luigi Beccaria   | Alfa Romeo 6C 1750 |

### Klassensieger
| Klasse                       | Fahrer        | Fahrzeug        | Platzierung im Gesamtklassement |
| ---------------------------- | ------------- | --------------- | ------------------------------- |
| Categoria Corsa senza Limiti | Achille Varzi | Alfa Romeo B/P3 | Gesamtsieg                      |

### Renndaten
- Gemeldet: 15
- Gestartet: 12
- Gewertet: 7
- Rennklassen: 1
- Zuschauer: unbekannt
- Wetter am Renntag: Regen
- Streckenlänge: 72,000 km
- Fahrzeit des Siegerteams: 6:14:26,800 Stunden
- Gesamtrunden des Siegerteams: 6
- Gesamtdistanz des Siegerteams: 432,000 km
- Siegerschnitt: 69,200 km/h
- Schnellste Trainingszeit: unbekannt
- Schnellste Rennrunde: Pietro Ghersi – Alfa Romeo Monza B/P3 (#6) – 58:40,000 = 73,600 km/h
- Rennserie: zählte zu keiner Rennserie